# Berliner Tor (Potsdam)

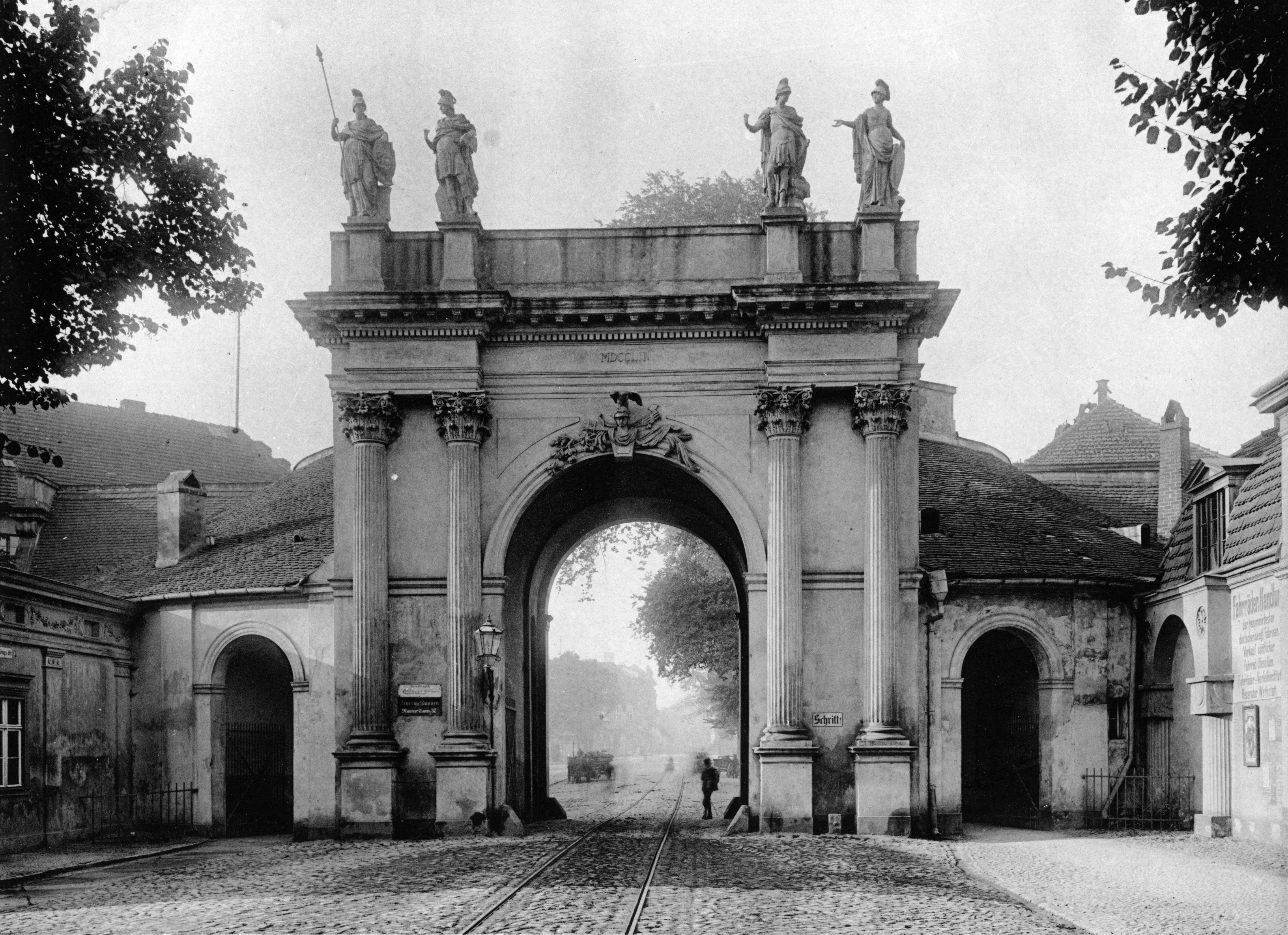
Das Berliner Tor von der Feldseite aus

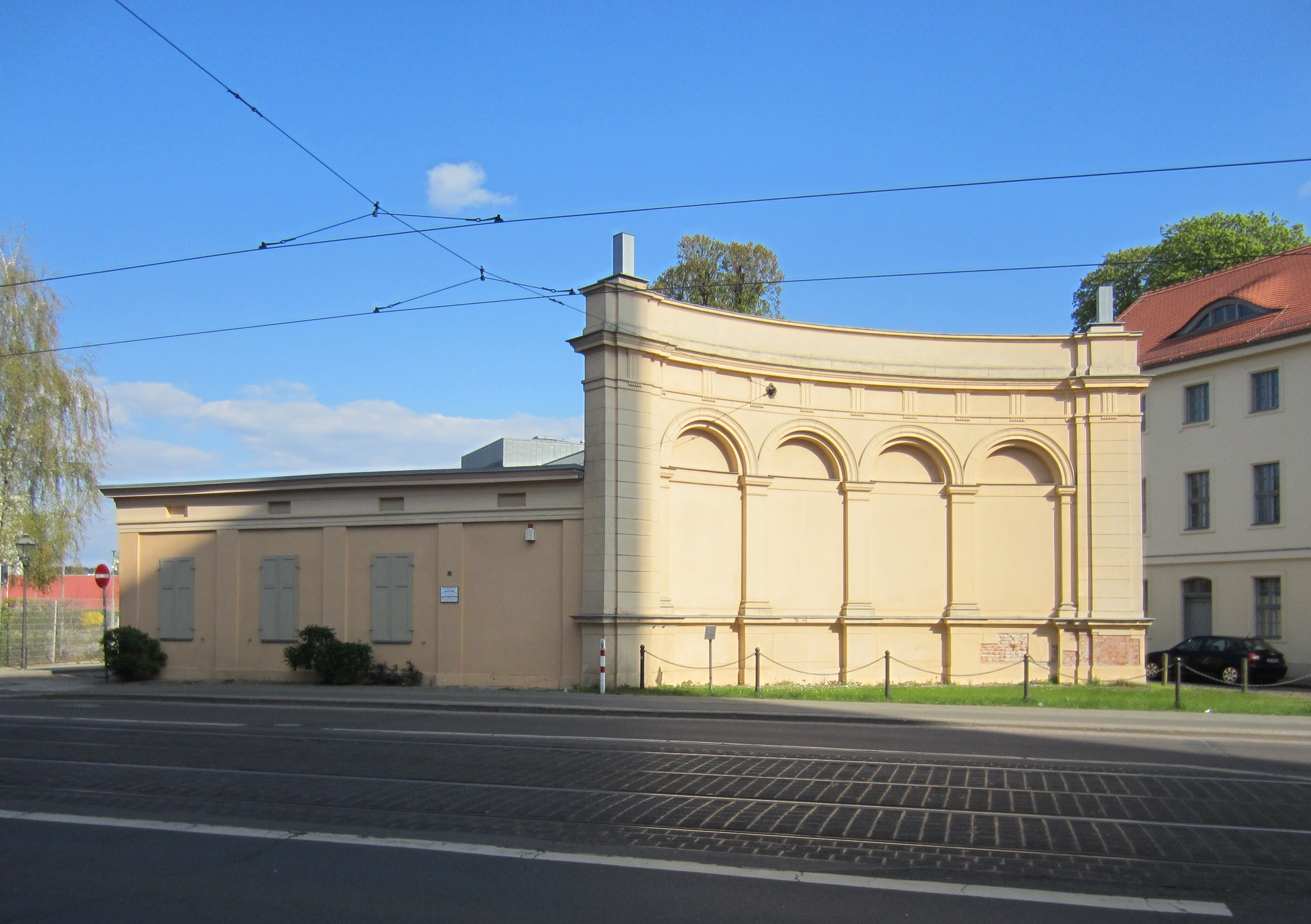
Der Seitenflügel mit Wachgebäude im Frühjahr 2015

Das Berliner Tor war ein barockes Stadttor der Stadt Potsdam an der Berliner Straße auf der Höhe der heutigen nach Wilhelm von Türk benannten Türkstraße. Das Tor wurde 1752 auf Befehl Friedrichs des Großen von Jan Bouman nach dem Vorbild des antiken Sergierbogens im heutigen Pula errichtet. Die Attika war mit vier Statuen von Johann Gottlieb Heymüller geschmückt und zeigte zwei Legionäre sowie die Götter Minerva und Bellona. An beiden Seiten schlossen sich zwei Torhäuser für eine Militärwache und einen Steuerinspektor an.
Das Tor wurde 1901 um einige Meter versetzt, um dem zunehmenden Verkehr Rechnung zu tragen. Im Zweiten Weltkrieg wurde der Bau beschädigt. Der intakte Torbogen wurde 1951 als Verkehrshindernis von der Potsdamer Stadtverwaltung abgerissen. Seitdem ist nur noch ein kleiner bogenförmiger Bauteil vom – stadtauswärts gesehen – rechten Seitenflügel des ursprünglichen Tores vorhanden, ebenso sind die Attikafiguren im Depot der Schlösserstiftung im Original erhalten.